# Luigi Galimberti
Luigi Galimberti (ur. 26 kwietnia 1836 w Rzymie, zm. 7 maja 1896 tamże) – włoski duchowny rzymskokatolicki, kardynał, dyplomata papieski, Archiwista Świętego Kościoła Rzymskiego.

## Biografia

### Pochodzenie i prezbiteriat
Był synem Angelo Galimbertiego, adwokata w Kurii Rzymskiej i Marchionssy Angeli Bourbon del Monte Quatrassi, drugiej kuzynki Leona XIII. 18 grudnia 1858 otrzymał święcenia prezbiteriatu i został kapłanem diecezji rzymskiej. 
28 grudnia 1854 uzyskał doktorat z filozofii, 9 września 1858 z teologii i 11 września 1861 został doktorem obojga praw. Od 1864 do 1882 wykładał w rzymskim seminarium. Współpracował z katolickimi czasopismami, w tym z francuskimi La Défense i Il Figaro. Był dyrektorem Journal de Rome i  Moniteur de Rome. Na łamach pism prezentował poglądy narodowo-konserwatywne.
Kanonik bazylik Laterańskiej (od 1868) i św. Piotra (od 1883), prałat Jego Świątobliwości i protonotariusz apostolski.
31 lipca 1885 papież Leon XIII mianował go prosekretarzem Świętej Kongregacji Nadzwyczajnych Spraw Kościoła. 20 lub 28 czerwca 1886 został sekretarzem tej kongregacji. W 1887 w Berlinie wziął udział w negocjacjach kończących Kulturkampf.

### Episkopat
27 kwietnia 1887 ten sam papież powołał go na urząd nuncjusza apostolskiego w Austro-Węgrzech oraz 23 maja 1887 arcybiskupa tytularnego nicaejskiego. 5 czerwca 1887 w katedrze św. Szczepana w Wiedniu przyjął sakrę biskupią z rąk arcybiskupa wiedeńskiego kard. Cölestina Josefa Ganglbauera OSB. Współkonsekratorami byli biskup pomocniczy wiedeński Eduard Angerer oraz ordynariusz polowy armii austro-węgierskiej bp Anton Josef Gruscha.
16 stycznia 1893 otrzymał od Leona XIII kapelusz kardynalski z kościołem tytularnym świętych Nereusza i Achillesa. Tego samego dnia zakończył misję nuncjusza w Wiedniu. 25 czerwca 1894 został mianowany Archiwistą Świętego Kościoła Rzymskiego, którym był do śmierci 7 maja 1896. Jako że zmarł za pontyfikatu kreującego go papieża, nigdy nie wziął udziału w konklawe. Pochowany został w kaplicy Propaganda Fide na cmentarzu Campo Verano.